# Robert Sobera
Robert Sobera (né le 19 janvier 1991 à Wrocław) est un athlète polonais, spécialiste du saut à la perche.
Il est devenu champion d'Europe en 2016.

## Biographie
Son record est de 5,71 m en salle, établi à Bydgoszcz le 31 janvier 2014. Il a sauté en plein air 5,80 m, le 2 septembre 2014 à Chiari (Italie).
Le 17 mars 2016, Sobera termine 6e lors des championnats du monde en salle de Portland avec une marque de 5,65 m. Le 10 juillet, le Polonais est sacré champion d'Europe à l'occasion des Championnats d'Europe d'Amsterdam avec un saut à 5,60 m, devant le Tchèque Jan Kudlička (5,60 m également) et le Slovène Robert Renner (5,50 m). Les 3 français qui faisaient figure de favoris, Renaud Lavillenie, Kévin Menaldo et Stanley Joseph ne parviennent pas à monter sur la boite, les deux premiers nommés ne franchissant aucune barre et Joseph ne réalisant que 5,30 m.

## Palmarès
| Date | Compétition                    | Lieu             | Résultat | Marque  |
| ---- | ------------------------------ | ---------------- | -------- | ------- |
| 2010 | Championnats du monde juniors  | Moncton          | 4e       | 5,30 m  |
| 2013 | Championnats d'Europe en salle | Göteborg         | 7e       | 5,71 m  |
| 2013 | Championnats d'Europe espoirs  | Tampere          | 2e       | 5,60 m  |
| 2014 | Championnats du monde en salle | Sopot            | 6e       | 5,65 m  |
| 2014 | Championnats d'Europe          | Zurich           | 12e      | NM      |
| 2014 | Ligue de diamant               | Ligue de diamant | 3e       | détails |
| 2015 | Championnats d'Europe en salle | Prague           | 4e       | 5,80 m  |
| 2015 | Universiade                    | Gwangju          | 3e       | 5,50 m  |
| 2015 | Championnats du monde          | Pékin            | 15e      | 5,50 m  |
| 2016 | Championnats du monde en salle | Portland         | 6e       | 5,65 m  |
| 2016 | Championnats d'Europe          | Amsterdam        | 1er      | 5,60 m  |
| 2016 | Ligue de diamant               | Ligue de diamant | 8e       | détails |
| 2021 | Championnats d'Europe en salle | Toruń            | 7e       | 5,50 m  |
| 2023 | Championnats du monde          | Budapest         | 12e      | 5,55 m  |

## Records
| Épreuve          | Épreuve      | Performance | Lieu   | Date             |
| ---------------- | ------------ | ----------- | ------ | ---------------- |
| Saut à la perche | En plein air | 5,80 m      | Chiari | 2 septembre 2014 |
| Saut à la perche | En salle     | 5,81 m      | Berlin | 14 février 2015  |